# Neumarkter Stadtlauf
Der Neumarkter Stadtlauf war ein Volkslauf, der jeweils im September in Neumarkt in der Oberpfalz stattfand, und zwar zu Gunsten der Deutschen Knochenmarkspenderdatei; Teile des Erlöses wurden auch wohltätigen Projekten in der Region Neumarkt gespendet. Der Stadtlauf wurde von 2000 bis 2020 ausgetragen, wobei die Teilnehmerzahlen beträchtlich stiegen: Nahmen 2000 etwa 700 Läufer teil, so starteten im Jahr 2008 3219 Menschen. 2005 wurde der Stadtlauf in die Liste der German Road Races aufgenommen.

## Läufe und Strecken
Der Stadtlauf setzte sich aus verschiedenen Läufen zusammen: Neben dem Halbmarathon wurden der Jugendlauf über 3,3 km, der Schnupperlauf über 5,5 km und ein 10,5-Kilometer-Lauf angeboten. Für Kinder zwischen 7 und 10 Jahren fand der Bambini-Lauf über 900 Meter statt.
Alle Läufe führten über dieselbe Strecke, wobei jeweils verschiedene Abschnitte gelaufen wurden. Start und Ziel lagen in der Altstadt am Rathausplatz. Von hier aus führte der gesamte Kurs durch die Stadtteile Holzheim, Altenhof und Kohlenbrunnermühle, durch den LGS-Park, entlang dem Ludwig-Donau-Main-Kanal und über den Festplatz und die Freystädter Straße zurück zum Rathausplatz.

## Rahmenprogramm
Das Programm des Stadtlaufs begann bereits am Freitagabend mit der Stadtlauf Opening Party in einer Gaststätte oder Diskothek.
Am Samstag fand auf dem Rathausplatz das Weinfest statt, wo bis in die Nacht verschiedene Bands auftraten. Am Abend fand dann die Blade Night statt, eine Inline-Skates-Tour über etwa 6 Kilometer.
Der eigentliche Stadtlauf begann am Sonntagvormittag, ab 9:30 Uhr starteten die verschiedenen Läufe nacheinander. Am Nachmittag fanden dann die Siegerehrungen und die Abschlussparty statt.

## Statistik

### Streckenrekorde
- Männer: 1:08:24 h, Addisu Tulu Wodajo (ETH), 2015
- Frauen: 1:20:33 h, Silke Fersch (DEU), 2003

### Siegerliste
Quellen: Website des Veranstalters
| Jahr          | Männer                           | Zeit       | Frauen                          | Zeit       |
| ------------- | -------------------------------- | ---------- | ------------------------------- | ---------- |
| 15. Sep. 2019 | Stefan Böllet                    | 1:10:58,46 | Christine Ramsauer -6-          | 1:27:42,27 |
| 16. Sep. 2018 | Patrick Weiler                   | 1:10:50,4  | Eva Scheu -5-                   | 1:24:28,4  |
| 17. Sep. 2017 | Addisu Tulu Wodajo -3- Äthiopien | 1:10:54,7  | Christine Ramsauer -5-          | 1:27:50,5  |
| 18. Sep. 2016 | Addisu Tulu Wodajo -2- Äthiopien | 1:11:16    | Eva Scheu -4-                   | 1:26:10    |
| 2015          | Addisu Tulu Wodajo Äthiopien     | 1:08:24    | Christine Ramsauer -4-          | 1:25:19    |
| 21. Sep. 2014 | Felix Mayerhöfer                 | 1:14:22    | Birgit Schulz                   | 1:34:36    |
| 15. Sep. 2013 | Andreas Straßner                 | 1:11:54    | Eva Scheu -3-                   | 1:28:26    |
| 16. Sep. 2012 | Michael Lang                     | 1:11:58    | Barbara Gerber                  | 1:32:09    |
| 18. Sep. 2011 | Uwe Bäuerlein                    | 1:14:27    | Christine Ramsauer -3-          | 1:25:56    |
| 19. Sep. 2010 | Daniel Heil                      | 1:12:15    | Christine Ramsauer -2-          | 1:26:03    |
| 20. Sep. 2009 | Dorian Wagner -2-                | 1:10:39    | Christine Ramsauer              | 1:25:38    |
| 21. Sep. 2008 | Dorian Wagner                    | 1:11:08    | Kathrin Luxenhofer              | 1:24:49    |
| 16. Sep. 2007 | Christian Schütz -2-             | 1:12:04    | Christine Waitz                 | 1:22:52    |
| 17. Sep. 2006 | Christian Schütz                 | 1:13:39    | Eva Scheu -2-                   | 1:24:06    |
| 18. Sep. 2005 | Sascha Burkhardt                 | 1:09:59    | Eva Scheu                       | 1:23:09    |
| 19. Sep. 2004 | Gerd Manz -2-                    | 1:12:34    | Claudia Dorr -3-                | 1:27:12    |
| 14. Sep. 2003 | Gerd Manz                        | 1:14:03    | Silke Fersch -3-                | 1:20:33    |
| 15. Sep. 2002 | Paul Sichermann                  | 1:10:44    | Silke Fersch -2-                | 1:20:51    |
| 16. Sep. 2001 | Roland Knoll                     | 1:11:40    | Claudia Dorr -2- & Silke Fersch | 1:22:38    |
| 3. Sep. 2000  | Roland Fees                      | 1:14:18    | Claudia Dorr                    | 1:26:50    |

### Entwicklung der Finisherzahlen
| Jahr | Halb- marathon | davon Frauen | 10,5 km | davon Frauen | Schnupper- lauf | davon Frauen |
| ---- | -------------- | ------------ | ------- | ------------ | --------------- | ------------ |
| 2014 | 341            | 064          | 0977    | 331          | 245             | 157          |
| 2013 | 522            | 101          | 1094    | 347          | 168             | 093          |
| 2012 | 587            | 111          | 1172    | 400          | 227             | 121          |
| 2011 | 600            | 124          | 1303    | 445          | 197             | 110          |
| 2010 | 872            | 161          | 1406    | 464          | 241             | 143          |
| 2009 | 932            | 186          | 1725    | 558          | 226             | 132          |
| 2008 | 884            | 183          | 1443    | 445          | 208             | 113          |
| 2007 | 951            | 174          | 1516    | 485          | 184             | 083          |
| 2006 | 924            | 175          | 1452    | 495          | ---             |              |
| 2005 | 970            | 194          | 1487    | 536          | ---             |              |
| 2004 | 885            | 177          | 1289    | 496          | ---             |              |
| 2003 | 854            | 142          | 1109    | 437          | ---             |              |
| 2002 | 657            | 107          | 0962    | 351          | ---             |              |
| 2001 | 555            | 096          | 0705    | 260          | ---             |              |
| 2000 | 297            | 054          | 0409    | 131          | ---             |              |